# Westonia Shire
Westonia Shire är en kommun i Australien. Den ligger i delstaten Western Australia, omkring 300 kilometer nordost om delstatshuvudstaden Perth. Antalet invånare var 304 vid folkräkningen 2016.
Följande samhällen finns i Westonia:
- Westonia